# FREE (丹下桜の曲)
「FREE」（フリー）は、丹下桜の6作目のシングルである。1998年9月4日、KONAMIより発売された。

## 概要
- 初回限定盤は、ポケットカード封入。
- アルバム「New Frontier」からの先行シングルカット曲だが、アルバムには「FREE-album version-」として収録されている。

## 収録曲
1. FREE [4:41]
  - 作詞：松浦有希、作曲・編曲：松浦有希・吉田潔
2. 道 -SAKURA mix- [5:04]
  - 作詞：森高千里、作曲：安田信二、編曲：米光亮
  - 森高千里のカバー曲、ドラマCD『ときめきメモリアル〜虹色の青春〜 forever vol.4』収録曲アレンジ楽曲。
3. FREE（karaoke） [4:41]
4. 道-SAKURA mix-（karaoke） [4:59]